# Quận Curry, New Mexico
Quận Curry là một quận thuộc tiểu bang New Mexico, Hoa Kỳ. Quận này có diện tích km², dân số theo điều tra năm  2000 của Cục điều tra dân số Hoa Kỳ là 45.044 người 2. Quận lỵ đóng tại thành phố Clovis6.

## Địa lý
Theo Cục điều tra dân số Hoa Kỳ, quận có diện tích 3641 km2, trong đó có 4 km2 là diện tích mặt nước.

### Quận giáp ranh
- Quận Quay, New Mexico - bắc
- Quận Roosevelt, New Mexico - tây, nam
- Quận Bailey, Texas - đông nam
- Quận Parmer, Texas - đông
- Quận Deaf Smith, Texas - đông bắc